# Edward Cary Walthall
Pour les articles homonymes, voir Walthall (homonymie).
Edward Cary Walthall (né à Richmond (Virginie) le 4 avril 1831 et mort à Washington D.C. le 21 avril 1898) est un général de l'armée des États confédérés pendant la guerre de Sécession et un sénateur des États-Unis du Mississippi après guerre.

## Avant la guerre
Edward C. Walthall naît à Richmond, en Virginie, le 4 avril 1831,. Walthall part pour le Mississippi avec sa famille en 1841,. Il suit sa scolarité à Saint-Thomas Hall à Holly Springs, étudiant le droit. Il est admis au barreau en 1852. Ensuite, il pratique le droit à Coffeeville. Il est élu procureur de district dans la dixième circonscription judiciaire du Mississippi, en 1856 et est réélu en 1859.

## Guerre de Sécession
Pendant la guerre de Sécession, Walthall entre dans l'armée confédérée en tant que lieutenant dans le 15th Mississippi Infantry Regiment (en) le 27 avril 1861, et est promu lieutenant-colonel le 21 juillet 1861. Il se bat avec son régiment lors de la bataille de Mill Springs le 19 janvier 1862,. Walthall est élu colonel du 29th Mississippi Infantry le 11 avril 1862 et combat lors du siège de Corinth et lors de l'offensive confédérée du Heartland,,. Commandant des brigades de l'armée du Tennessee durant le mois de novembre 1862, il est nommé brigadier général le 13 décembre 1862.
Walthall conduit sa brigade au cours de la campagne de Tullahoma et combat lors de la bataille de Chickamauga les 19 et 20 septembre 1863. Walthall se distingue à la bataille de Missionary Ridge, où il dirige sa brigade sur une crête et retient les troupes fédérales jusqu'à ce que l'armée Confédérée puisse s'échapper ; cependant il est blessé au pied et est capturé le 25 novembre 1863 ; mais il est rapidement échangé,. Il est de nouveau blessé à la bataille de Resaca le 15 mai 1864.
Ensuite, il est promu au commandement d'une division au sein du corps du lieutenant général Alexander P. Stewart, recevant une promotion temporaire au grade de major général le 6 juin 1864,.
Lors de la bataille de Franklin, le 30 novembre 1864, Walthall est blessé (au moins meurtri) alors que deux de ses chevaux sont tués sous lui, mais il reprend rapidement son poste,.
Walthall couvre la retraite de l'armée du général Hood après la défaite de Nashville,. Tandis que le lieutenant général Alexander P. Stewart commande le reste de l'armée du Tennessee qui est sous le commandement du général Joseph E. Johnston au cours de la campagne des Carolines, Walthall agit en tant que commandant du troisième corps d'armée de l'armée du Tennessee à partir du 16 mars jusqu'au 9 avril 1865 quand il est reprend le commandement d'une division dans ce corps,. Sa division et lui se rendent avec le général Joseph E. Johnston à Bennett Place le 26 avril 1865. Il est libéré sur parole à Greensboro, Caroline du Nord le 1er mai 1865.

## Après la guerre

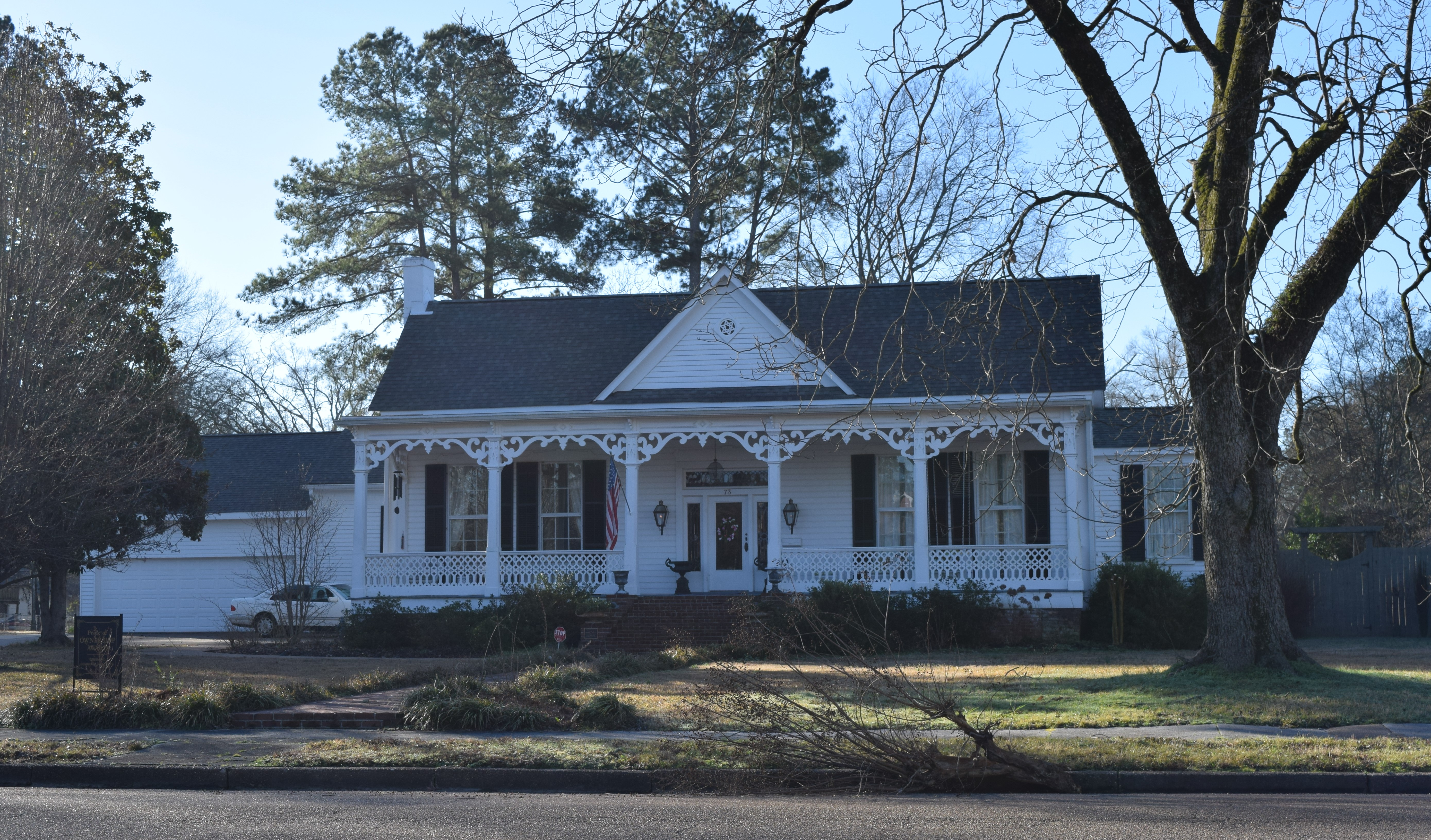
Photographie de la maison du sénateur Walthall dans le Mississippi

Après la guerre, Walthall reprend l'exercice du droit à Coffeeville. En 1871, il s'installe à Grenada, dans le Mississippi, et continue de pratiquer le droit jusqu'en 1885.
Walthall est nommé en tant que démocrate au sénat des États-Unis pour combler le poste laissé vacant par la démission de Lucius Q. C. Lamar (en). Il est par la suite élu pour combler la vacance, et est réélu en 1889. Il sert du 9 mars 1885 au 24 janvier 1894, quand il démissionne pour raison de santé,. Pendant qu'il siège au sénat, il est président de la commission des affaires militaires (cinquante-troisième congrès) et est membre de la commission des revendications révolutionnaires (cinquante-cinquième congrès).
Walthall est de nouveau élu pour le mandat débutant le 4 mars 1895, et sert à partir de cette date jusqu'à sa mort, à Washington, DC le 21 avril 1898,. Ses Funérailles ont lieu dans la chambre du sénat des États-Unis. Il est enterré dans le cimetière d'Hillcrest (en) à Holly Springs, Mississippi,,.

## Mémoire
Le comté de Walthall, Mississippi est nommé en sa mémoire.